# سياسة التأشيرات في إسرائيل
يجب أن يحصل زوار إسرائيل على تأشيرة دخول من إحدى البعثات الدبلوماسية الإسرائيلية ما لم يأتوا من واحدة من الدول المعفاة من التأشيرة. جميع الزوار يجب أن يحملوا جواز سفر ساري المفعول لمدة 6 أشهر بعد تاريخ المغادرة من إسرائيل.

## خريطة سياسة التأشيرة

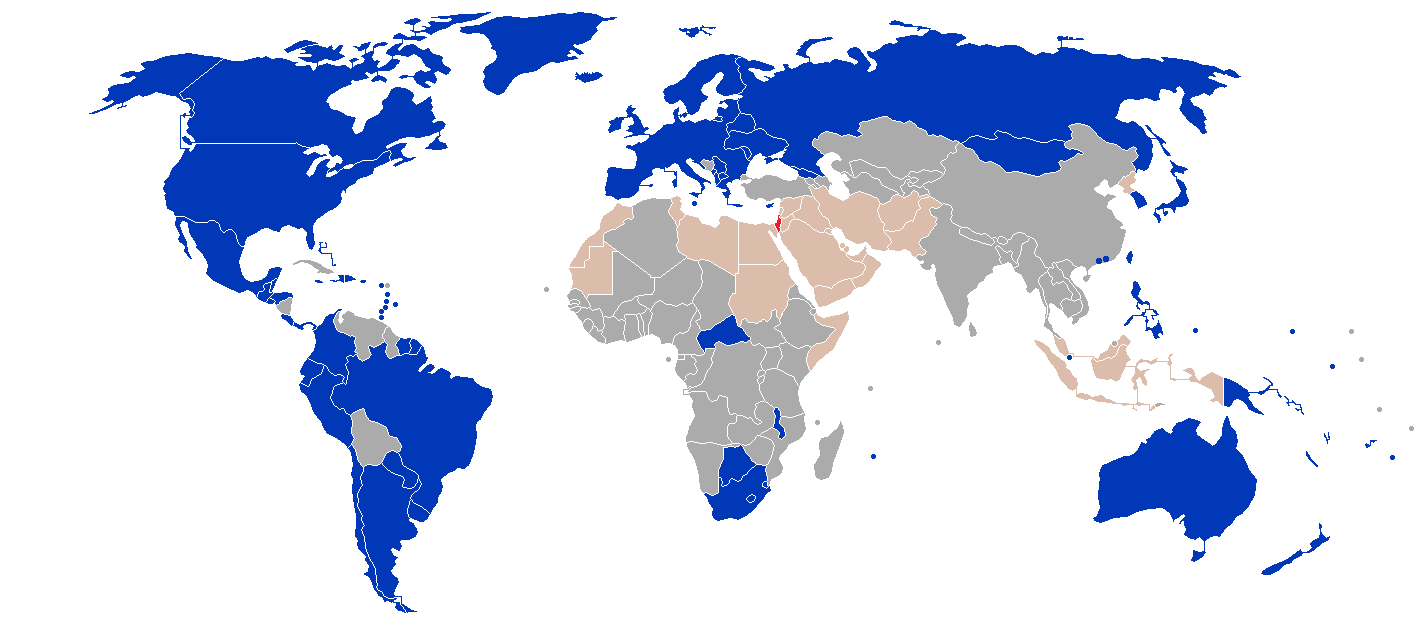
إسرائيل
بلدان بدون تأشيرة وصول إلى إسرائيل
مطلوب تأكيد من الحكومة الإسرائيلية

## الإعفاء من التأشيرة
حاملي جوازات السفر العادية للسلطات القضائية الـ96 التالية غير مطلوب منهم الحصول على تأشيرة دخول لإسرائيل على ألا تتجاوز مدة الإقامة 3 أشهر للسياحة:
| - جميع مواطني الاتحاد الأوروبي1 - ألبانيا - أندورا - الأرجنتين - أستراليا2 - باهاماس - باربادوس - روسيا البيضاء - بليز - البرازيل - كندا - جمهورية أفريقيا الوسطى - تشيلي - كولومبيا - كوستاريكا - دومينيكا2 - جمهورية الدومينيكان - الإكوادور - السلفادور - فيجي - جورجيا - غرينادا - غواتيمالا - هايتي - هندوراس - هونغ كونغ - آيسلندا - جامايكا - اليابان - ليسوتو - ليختنشتاين - ماكاو - مقدونيا - مالاوي - موريشيوس | - المكسيك - ميكرونيسيا - مولدوفا4 - موناكو - منغوليا - الجبل الأسود - ناورو2 - نيوزيلندا - النرويج - بالاو - بنما - باراغواي - بيرو - الفلبين - روسيا3 - سانت كيتس ونيفيس2 - سانت لوسيا - سانت فينسنت والغرينادين - سان مارينو - صربيا - سنغافورة - جنوب أفريقيا2 - كوريا الجنوبية - سورينام - سوازيلاند - سويسرا - تايوان2 - تونغا - ترينيداد وتوباغو - أوكرانيا - الولايات المتحدة2 - أوروغواي - فانواتو - الفاتيكان |  |

1 – المواطنين الألمان المولودين قبل 1 يناير 1928 بحاجة إلى تأشيرة ستصدر مجاناً إذا لم يكونوا أعضاء في الحزب النازي أو متورطين في جرائم ارتكبت في زمن ألمانيا النازية.

2 – الإعفاء من التأشيرة لا ينطبق على حاملي جوازات السفر الرسمية.

3 – حاملي جوازات السفر الرسمية الروسية مطلوب منهم تأشيرة وتأكيد من الحكومة الإسرائيلية.

4 - فقط للجواز السفر البيومتري
التأشيرة ليست مطلوبة لمواطني  مصر للإقامة لمدة تصل إلى 14 يوماً إذا كان الدخول عن طريق طابا والزيارة إلى مدينة بئر السبع فقط.
حاملي جوازات سفر السلطة الفلسطينية يمكنهم الحصول على تأشيرة عند الوصول من أجل مواصلة رحلتهم إلى الأراضي الفلسطينية. أولئك الذين يحملون تأكيد صادر عن وزارة الداخلية اإلسرائيلية، ويسافرون في مجموعة من 10 أو أكثر من ذلك، يمكنهم الحصول على تأشيرة عند الوصول (لا ينطبق على مواطني الأردن).
حاملي جوازات السفر الرسمية فقط من أذربيجان و‌بنين و‌البوسنة والهرسك و‌بوركينا فاسو و‌الصين و‌جمهورية الكونغو و‌ساحل العاج و‌الغابون و‌غامبيا و‌الكرسي الرسولي و‌الهند و‌مدغشقر و‌نيكاراغوا و‌النيجر و‌سيراليون و‌تايلاند و‌توغو و‌تركيا و‌فنزويلا و‌فيتنام ليسوا بحاجة إلى تأشيرة.

## الأختام الإسرائيلية على الجوازات
الزوار الذين لديهم ختم إسرائيلي على جوازاتهم لا يسمح لهم بدخول عدد من الدول بسبب مقاطعة جامعة الدول العربية لإسرائيل. بعض البلدان مثل النمسا وألمانيا والولايات المتحدة تسمح لمواطنيها أن يحملوا جوازي سفر أو أكثر للبلد للتحايل على هذه القيود المفروضة على السفر، ولكن بعض البلدان (بما في ذلك النمسا وألمانيا) يقيدون أو يحظرون أيضًا حمل جوازي سفر بلدين مختلفين، أي الجنسية المزدوجة. من الممكن أيضًا الحصول على ختم على قطعة منفصلة من الورق. بالإضافة إلى ذلك، لم تستخدم الطوابع منذ عدة سنوات، على الأقل في مطار بن غوريون (منذ 15 يناير 2013). بدلاً من ذلك، فإن سجلات الدخول والمغادرة مطبوعة على قصاصات صغيرة من الورق، والتي تشمل اسم المسافر، صورة عن الجواز الإلكتروني، التاريخ، وضع التأشيرة، وغيرها من التفاصيل. وتشمل أيضًا القصاصات تلك شريط مرمز ثنائي الأبعاد والذي يستخدم كممر للبوابة للعبور من خلال البوابة للخروج من قاعة مراقبة جوازات السفر.

## التأكيد مطلوب
مواطني البلدان التالية بحاجة تأكيد من الحكومة الإسرائيلية قبل أن يتم إصدار التأشيرة.
| - أفغانستان - البحرين - مصر - إريتريا - إندونيسيا - إيران - العراق - الأردن - الكويت - لبنان - ليبيا - ماليزيا | - موريتانيا - المغرب - عمان - باكستان - قطر - السعودية - الصومال - جنوب السودان - السودان - سوريا - تونس - الإمارات العربية المتحدة - اليمن |  |

## إحصائيات
كان معظم الزوار الذين وصلوا إلى إسرائيل على أساس قصير الأجل في عام 2014 من البلدان التالية:
- الولايات المتحدة: 19% (627,000)
- روسيا: 17% (561,000)
- فرنسا: 9% (297,000)
- ألمانيا: 6% (198,000)
- المملكة المتحدة: 5% (165,000)
- إيطاليا: 4% (132,000)
- أوكرانيا: 4% (132,000)
- دول الشمال: 3% (99,000)
- كندا: 2% (66,000)
- هولندا: 2% (66,000)
- دول أخرى: 26% (858,000)

## روابط خارجية
- Ministry of Foreign Affairs of Israel